# Tiris (plaats)
Tiris is een bestuurslaag in het regentschap Probolinggo van de provincie Oost-Java, Indonesië. Tiris telt 4945 inwoners (volkstelling 2010).